# Ralja (gmina miejska Sopot)
Ralja (cyr. Раља) – wieś w Serbii, w mieście Belgrad, w gminie miejskiej Sopot. W 2011 roku liczyła 2933 mieszkańców.